# Закрытая приливная турбина
Закрытая приливная турбина — один из основных типов турбин (наряду с открытыми), используемых в приливной энергетике. 

## Принцип действия

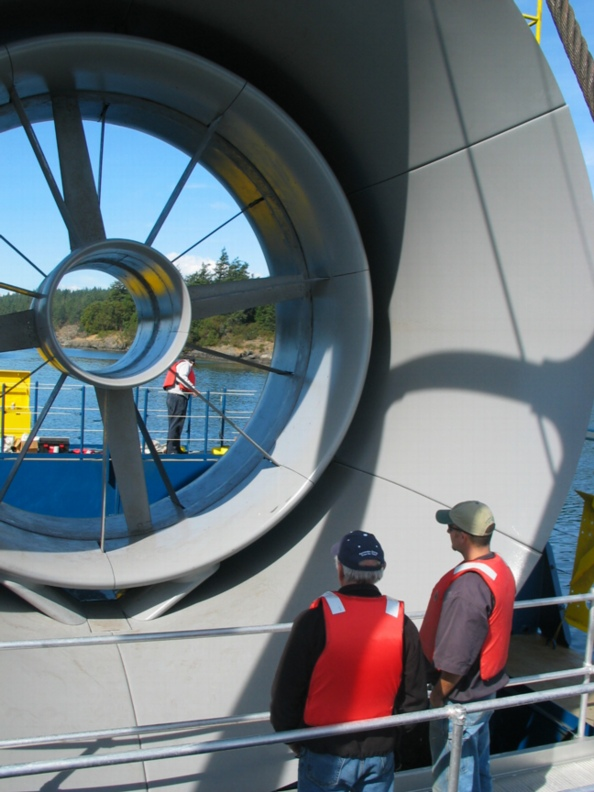
Установка закрытой турбины в рамках проекта Race Rocks Tidal Power Demonstration Project (Канада, пров. Британская Колумбия)

Турбина заключена в особого рода кожух, или оболочку, создающий вокруг неё среду низкого давления, такое укрытие позволяет улучшить производительность турбины за счёт увеличения площади сечения, используемой для захвата потока. Заявленные показатели могут быть в 3—4 раза выше, чем у турбины, работающей без кожуха. Закон Беца сохраняет ограничения по КПД и для закрытых турбин, причём для крупной площади сечения в гораздо большей степени, чем для малой. 
Значительный интерес к устройству со стороны инвесторов обусловлен, в первую очередь, ростом КПД. Оно может работать в неглубоких акваториях с медленным течением, там, где использование крупных турбин затруднено. Расположенные по морскому фарватеру или на участках рек с быстрым течением, турбины кабелем связаны с побережьем, откуда ток поступает в энергосистемы или сразу в населённые пункты. С другой стороны, свойства кожуха, благодаря которым увеличивается скорость потоков, проходящих через турбину, позволяют применять в производстве энергии слабые приливные течения, в прошлом недоступные для коммерческого использования.

## Преимущества и недостатки технологии
Преимущества
- Закрытые турбины производят больше энергии, нежели открытые. Первые более эффективны благодаря «управляемости потока» и ограничению концевых потерь. При равной мощности, закрытые турбины, в сравнении с открытыми, имеют меньшие размеры;
- Закрытые турбины менее шумные;
- Кожух препятствует контакту плавучего мусора или ныряльщиков с лопастями турбины;
- Оболочка предохраняет двигатель от органических наростов, защищая его от солнечных лучей;
- Для изготовления кожухов могут использоваться недорогие материалы, что, в свою очередь, позволит повысить эффективность применения закрытых турбин за счёт уменьшения первоначальных затрат.[4]

Недостатки
- Для повышения эффективности работы двигателя (в частности, для сохранения определенного зазора между концами лопастей и кожухом), требуется изготовление и сборка весьма сложных форм, что сказывается на стоимости производства;
- Закрытые турбины работают с повышенной частотой вращения, что создаёт дополнительные проблемы вибрации;
- Закрытые турбины имеют большее лобовое сопротивление, соответственно, им требуется бо́льшая опора.[4]

## Примеры использования
Примером проектов данного типа может служить en:Race Rocks Tidal Power Demonstration Project, реализованный канадской компанией Clean Current Power Systems Incorporated. Турбина двунаправленная, с горизонтальной осью вращения, приводит в действие генератор на постоянных магнитах, который, в зависимости от конфигурации, является источником переменного или постоянного тока. Такая турбина была установлена и успешно запущена вблизи  Виктории, столицы Британской Колумбии,.